# Чебану Павло Гаврилович
Павло́ Гаври́лович Чеба́ну (рум. Pavel Cebanu, *28 березня 1955, Рені, УРСР) — молдовський футбольний функціонер, з 1997 року — президент Футбольної асоціації Молдови.
В минулому — відомий радянський футболіст, півзахисник, багаторічний капітан кишинівського «Ністру», майстер спорту СРСР. Лауреат Ювілейної нагороди УЄФА як найвидатніший молдовський футболіст 50-річчя (1954—2003).

## Кар'єра гравця
Протягом усієї ігрової кар'єри захищав кольори кишинівського «Ністру» — найсильнішого представника Молдавської РСР у футбольних чемпіонатах СРСР. Провів 341 матч, відзначився 45 забитими голами. Здебільшого виступав у першій лізі союзної першості, за винятком сезонів 1974 та 1983 років, у яких кишинівська команда змагалася у вищій футбольній лізі СРСР. В радянському елітному дивізіоні усього провів 34 гри, забив 9 м'ячів. Був багаторічним капітаном команди.

## Тренерська діяльність
Після завершення активної ігрової кар'єри закінчив тренерську академію в Кишиневі. Протягом 1990—1991 років очолював як головний тренер свій колишній клуб «Ністру» (який на той час вже змінив назву на «Зімбру»). Згодом тренував низку менш відомих молдовських клубів, а також румунську команду «Олімпія» з Сату-Маре.

## Кар'єра функціонера
1996 року почав роботу у Футбольній асоціації Молдови як генеральний секретар, а 1 лютого 1997 року приступив до виконання обов'язків президента цієї асоціації. Згодом тричі переобирався на цю посаду (востаннє — у липні 2010 року).
Протягом тривалого часу є віце-головою Комітету футболу в структурі УЄФА.

## Особисте життя
Син Павла Чебану, Іліє також став футболістом, воротарем. Вихованець футбольної школи кишинівського «Зімбру» захищав кольори низки австрійських клубів, краковської «Вісли», казанського «Рубіна», викликався до національної збірної Молдови.

## Нагороди і звання
- Найвидатніший молдовський футболіст 50-річчя (1954—2003).
- Майстер спорту СРСР (1983).
- Кавалер ордена «Трудова слава» (Молдова)[1].
- Кавалер ордена Пошани (2011)
- Кавалер ордена Республіки (2015)
- Почесне звання «Om Emerit» («За заслуги»)[1].